# Phyllophilopsis fasciata
Phyllophilopsis fasciata är en tvåvingeart som först beskrevs av Charles Howard Curran 1934. Phyllophilopsis fasciata ingår i släktet Phyllophilopsis och familjen parasitflugor.
Artens utbredningsområde är Panama. Inga underarter finns listade i Catalogue of Life.